# Copa de Wurtemberg

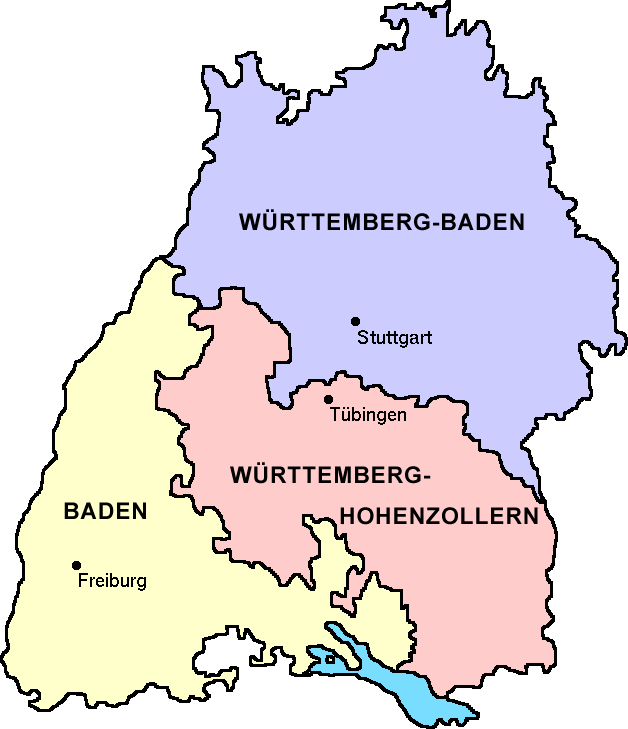
Los tres estados que se fusionaron para formar a Baden-Württemberg en 1952.

La Copa de Wurtemberg (en alemán: WFV-Pokal), denominada Bitburger-WFV-Pokal por motivos de patrocinio, es una de las 21 competiciones regionales que integran la Copa de la Asociación Alemana de Fútbol. El campeón de esta copa obtiene la clasificación para la Copa de Alemania (DFB-Pokal), el torneo de copa más prestigioso del país.

## Historia
La copa fue creada en 1945 cuando finalizó la Segunda Guerra Mundial, mismo año en el que se dividió el estado Libre Popular de Wurtemberg en Wurtemberg-Baden y Wurtemberg-Hohenzollern. En 1952 ambos estados se fusionan con el estado de Baden del Sur para formar a Baden-Wurtemberg, aunque continúan con sus copas regionales por separado.
La copa es organizada por la Asociación de Fútbol de Wurtemberg y hasta 1967 la final de copa se jugaba en una sede neutral, ya que después se decidió que uno de los finalitas tendría la ventaja de local, aunque se puede recurrir a una sede neutral si ambos finalistas no cumplen con las condiciones de seguridad, pero se regresó a que las finales se jugaran en sedes neutrales en 1981.
Los equipos profesionales no pueden participar en la copa al estar ya clasificados a la Copa de Alemania donde participan 128 equipos provenientes del resto de ligas y desde 1974 el campeón logra la clasificación a la primera ronda de la Copa de Alemania.
En algunas ocasiones ambos finalistas de la copa han clasificado a la copa nacional y desde el año 2008/09 han tenido la opción de mandar a los finalistas a la copa. La mejor participación del campeón de la Copa de Wurtemberg en la Copa de Alemania ha sido el SC Geislingen en la temporada de 1984/85 donde eliminó al Hamburger SV y al Kickers Offenbach hasta que fue eliminado en la tercera ronda por el evental campeón Bayer Uerdingen.

## Ediciones anteriores
| Temporada | Sede                        | Campeón                    | Finalista               | Resultado            | Asistencia          |
| 1950–51   | Schorndorf, 26-8-1951       | ESC Ulm                    | TSG Öhringen            | 3–0                  | 1500                |
| 1951–53   | No se jugó                  | No se jugó                 | No se jugó              | No se jugó           | No se jugó          |
| 1953–54   | Echterdingen, 15-8-1954     | FV 09 Nürtingen            | Stuttgarter SC          | 3–2                  | 1500                |
| 1954–55   | Tübingen, 23-7-1955         | Stuttgarter SC             | SpVgg Trossingen        | 5–0                  | 2000                |
| 1955–56   | Sindelfingen, 28-7-1956     | 1. FC Eislingen            | Union Böckingen         | 1–0                  | 1200                |
| 1956–57   | Geislingen, 30-6-1957       | SSV Ulm                    | 1. FC Eislingen         | 5–2                  | 2000                |
| 1957–58   | Munderkingen, 22-11-1958    | FC Urbach                  | FC Wangen               | 3–1                  | 600                 |
| 1958–59   | No se jugó la final         | No se jugó la final        | No se jugó la final     | No se jugó la final  | No se jugó la final |
| 1959–60   | Hechingen, 19-11-1960       | VfR Schwenningen           | TV Echterdingen         | 4–3                  | 700                 |
| 1960–61   | Metzingen, 21-4-1961        | VfL Kirchheim/Teck         | TSV Eningen             | 7–1                  | 2000                |
| 1961–62   | Esslingen, 12-8-1962        | Germania Bietigheim        | FV 09 Nürtingen         | 2–0                  | 2000                |
| 1962–63   | Heidenheim, 11-8-1963       | FV Illertissen             | SV Hussenhofen          | 3–1                  | 2000                |
| 1963–64   | Echterdingen, 12-7-1964     | SpVgg Neckarsulm           | SV Spaichingen          | 3–2                  | 2000                |
| 1964–65   | Kirchheim/Teck, 27-6-1965   | VfL Heidenheim             | Stuttgarter SC          | 3–2                  | 1200                |
| 1965–66   | Biberach, 9-7-1966          | SpVgg Lindau               | TSG Backnang            | 5–3                  | 2000                |
| 1966–67   | Saulgau, 1-7-1967           | TG Biberach                | SC Schwenningen         | 6–2                  | 1300                |
| 1967–68   | Lindau, 29-6-1968           | SpVgg Lindau               | Union Böckingen         | 1–0 aet              | 1500                |
| 1968–69   | Tübingen, 21-6-1969         | SpVgg Neckarsulm           | SSV Reutlingen II       | 4–2 aet              | 1500                |
| 1969–70   | Schwäbisch Gmünd, 28-6-1970 | VfB Stuttgart II           | VfL Heidenheim          | 4–3 after pen.       | 7000                |
| 1970–71   | Ravensburg, 3-7-1971        | VfL Sindelfingen           | FV Ravensburg           | 4–2 after pen.       | 2500                |
| 1971–72   | Ravensburg, 2-7-1972        | VfR Aalen                  | FV Ravensburg           | 5–3                  | 2000                |
| 1972–73   | Weingarten, 7-7-1973        | TV Gültstein               | SV Weingarten           | 1–0                  | 2000                |
| 1973–74   | Ludwigsburg, 12-6-1974      | SpVgg Ludwigsburg          | VfB Stuttgart II        | 5–3 after pen.       | 1,7000              |
| 1974–75   | Freudenstadt, 29-3-1975     | SpVgg Freudenstadt         | SpVgg Lindau            | 2–1 after pen.       | 1,4000              |
| 1975–76   | Göppingen, 30-5-1976        | TV Unterboihingen          | SSV Ulm 1846            | 4–3 after pen.       | 1500                |
| 1976–77   | Schwäbisch Gmünd, 4-6-1977  | 1. FC Normannia Gmünd      | Heidenheimer SB         | 2–1                  | 2200                |
| 1977–78   | Böckingen, 7-5-1978         | 1. FC Eislingen            | Union Böckingen         | 3–2 aet              | 1500                |
| 1978–79   | Aalen, 4-6-1979             | VfR Aalen                  | FV Biberach             | 1–0                  | 1500                |
| 1979–80   | Stuttgart, 30-4-1980        | VfB Stuttgart II           | VfR Heilbronn           | 3–2                  | 400                 |
| 1980–81   | Ludwigsburg, 20-5-1981      | VfB Stuttgart II           | SpVgg Ludwigsburg       | 2–1 aet              | 2700                |
| 1981–82   | Kirchheim/Teck, 18-5-1982   | SSV Ulm 1846               | VfB Stuttgart II        | 2–0 aet              | 1500                |
| 1982–83   | Ulm, 18-5-1983              | SSV Ulm 1846               | SV Göppingen            | 3–1                  | 700                 |
| 1983–84   | Geislingen, 8-5-1984        | SC Geislingen              | TSV Ofterdingen         | 2–1                  | 1500                |
| 1984–85   | Wangen, 1-6-1985            | FV Ebingen                 | FC Wangen               | 4–3                  | 1800                |
| 1985–86   | Heidenheim, 19-5-1986       | VfR Aalen                  | TSG Giengen             | 7–6 after pen.       | 3500                |
| 1986–87   | Heidenheim, 3-6-1987        | TSG Giengen                | VfR Aalen               | 5–1                  | 2000                |
| 1987–88   | Nürtingen, 19-5-1988        | SSV Reutlingen             | VfL Kirchheim/Teck      | 4–2                  | 1900                |
| 1988–89   | Illertissen, 10-5-1989      | SC Geislingen              | FC Wangen               | 3–0                  | 600                 |
| 1989–90   | Reutlingen, 1-5-1990        | SSV Reutlingen             | FC Wangen               | 3–0                  | 2100                |
| 1990–91   | Reutlingen, 20-5-1991       | TSG Backnang               | SSV Reutlingen          | 2–1                  | 1500                |
| 1991–92   | Ulm, 19-5-1992              | SSV Ulm 1846               | VfR Aalen               | 3–2                  | 800                 |
| 1992–93   | Ditzingen, 2-6-1993         | TSF Ditzingen              | SV Böblingen            | 3–2                  | 1200                |
| 1993–94   | Ulm, 3-5-1994               | SSV Ulm 1846               | TSF Ditzingen           | 6–0                  | 1000                |
| 1994–95   | Ulm, 3-5-1995               | SSV Ulm 1846               | SSV Reutlingen          | 4–1                  | 1000                |
| 1995–96   | Kirchheim/Teck, 22-5-1996   | SV Bonlanden               | SpVgg Au/Iller          | 1–0                  | 900                 |
| 1996–97   | Eislingen, 20-5-1997        | SSV Ulm 1846               | VfL Kirchheim/Teck      | 1–0                  | 2300                |
| 1997–98   | Heidenheim, 20-5-1998       | Sportfreunde Dorfmerkingen | SSV Ulm 1846 II         | 1–0                  | 1000                |
| 1998–99   | Schorndorf, 6-6-1999        | SSV Reutlingen             | VfR Aalen               | 2–1 aet              | 800                 |
| 1999–2000 | Kirchheim/Teck, 25-6-2000   | VfB Stuttgart II           | SSV Ulm 1846 II         | 3–1                  | 1000                |
| 2000–01   | Heidenheim, 30-5-2001       | VfR Aalen                  | SSV Ulm 1846 II         | 2–0                  | 1400                |
| 2001–02   | Eislingen, 14-5-2002        | VfR Aalen                  | VfB Stuttgart II        | 2–0                  | 1400                |
| 2002–03   | Sindelfingen, 27-5-2003     | VfL Kirchheim/Teck         | Stuttgarter Kickers     | 2–1                  | 1200                |
| 2003–04   | Fellbach, 19-5-2004         | VfR Aalen                  | FSV 08 Bissingen        | 8–0                  | 1000                |
| 2004–05   | Eislingen, 25-5-2005        | Stuttgarter Kickers        | Heidenheimer SB         | 3–1                  | 1500                |
| 2005–06   | Kirchheim/Teck, 24-5-2006   | Stuttgarter Kickers        | SSV Ulm 1846            | 7–6 after pen.       | 2300                |
| 2006–07   | Aalen, 29-5-2007            | 1. FC Normannia Gmünd      | SSV Ulm 1846            | 2–1                  | 1300                |
| 2007–08   | Ellwangen, 3-6-2008         | 1. FC Heidenheim           | TSV Crailsheim          | 3–2                  | 2500                |
| 2008–09   | Schwieberdingen, 2-6-2009   | SG Sonnenhof Großaspach    | SpVgg Ludwigsburg       | 1–0                  | 1500                |
| 2009–10   | Ulm, 26-6-2010              | VfR Aalen                  | FV Illertissen          | 4–1                  | 2200                |
| 2010–11   | Kirchheim, 11-5-2011        | 1. FC Heidenheim           | 1. FC Normannia Gmünd   | 2–0                  | 2100                |
| 2011–12   | Aalen, 9-5-2012             | 1. FC Heidenheim           | SG Sonnenhof Großaspach | 2–0                  |                     |
| 2012–13   | Aspach, 7-5-2013            | 1. FC Heidenheim           | Neckarsulmer SU         | 3–1                  |                     |
| 2013–14   | Aspach, 7-5-2014            | 1. FC Heidenheim           | Stuttgarter Kickers     | 4–2                  | 2500                |
| 2014–15   | Stuttgart, 6-5-2015         | SSV Reutlingen             | FV Ravensburg           | 2–1                  | 3658                |
| 2015–16   | Stuttgart, 28-5-2016        | FV Ravensburg              | FSV 08 Bissingen        | 5–2                  | 3600                |
| 2016–17   | Stuttgart, 25-5-2017        | Sportfreunde Dorfmerkingen | Stuttgarter Kickers     | 3–1                  | 5150                |
| 2017–18   | Stuttgart, 21-5-2018        | SSV Ulm                    | TSV Ilshofen            | 3–0                  | 3900                |
| 2018–19   | Stuttgart, 25-5-2019        | SSV Ulm                    | TSV Essingen            | 2–0                  | 3370                |
| 2019–20   | Stuttgart, 22-8-2020        | SSV Ulm                    | TSG Balingen            | 3–0                  | 300                 |
| 2020-21   | Stuttgart, 29-5-2021        | SSV Ulm                    | TSG Balingen            | 3-0                  |                     |
| 2021-22   | Stuttgart, 21-5-2022        | Stuttgarter Kickers        | SSV Ulm                 | 0:0 n. V., 5:4 i. E. | 7300                |
| 2022-23   | Stuttgart, 3-6-2023         | TSG Balingen               | Stuttgarter Kickers     | 1:1 n. V., 5:4 i. E. | 8507                |
| 2023-24   | Großaspach, 25-5-2024       | VfR Aalen                  | SG Sonnenhof Großaspach | 4-1                  | 3217                |

Fuente: «Die Endspiele um den wfv-Pokal der Herren seit 1950/51» (en alemán). WFV. Archivado desde el original el 20 de febrero de 2008. Consultado el 2 de diciembre de 2008.

## Títulos por equipo
| Club                       | Títulos |
| SSV Ulm                    | 11      |
| VfR Aalen                  | 8       |
| 1. FC Heidenheim           | 6       |
| SSV Reutlingen             | 4       |
| VfB Stuttgart II           | 4       |
| Stuttgarter Kickers        | 3       |
| 1. FC Normannia Gmünd      | 2       |
| VfL Kirchheim/Teck         | 2       |
| SC Geislingen              | 2       |
| 1. FC Eislingen            | 2       |
| SpVgg Neckarsulm           | 2       |
| SpVgg Lindau               | 2       |
| Sportfreunde Dorfmerkingen | 2       |
| SG Sonnenhof Großaspach    | 1       |
| SV Bonlanden               | 1       |
| TSF Ditzingen              | 1       |
| TSG Backnang               | 1       |
| TSG Giengen                | 1       |
| FV Ebingen                 | 1       |
| TV Unterboihingen          | 1       |
| SpVgg Freudenstadt         | 1       |
| SpVgg Ludwigsburg          | 1       |
| TV Gültstein               | 1       |
| VfL Sindelfingen           | 1       |
| TG Biberach                | 1       |
| FV Illertissen             | 1       |
| Germania Bietigheim        | 1       |
| VfR Schwenningen           | 1       |
| FC Urbach                  | 1       |
| Stuttgarter SC             | 1       |
| FV 09 Nürtingen            | 1       |
| ESC Ulm                    | 1       |
| FV Ravensburg              | 1       |